# Basselinia iterata
Espèce
Statut de conservation UICN

 EN  : En danger
Basselinia iterata est une espèce de plantes de la famille des Arecacées.